# Johannes Felberg-Leclerc
Johannes Felberg (il ajoute Leclerc, nom de famille de sa femme, dans un but commercial), né à Trèves-sur-Moselle le 15  novembre 1872 et mort le 13 février 1939, est un rosiériste allemand.

## Biographie
Johannes Felberg est le fils cadet d'un pépiniériste allemand du nom de Peter Felberg. C'est chez son père qu'il poursuit son apprentissage après ses études, puis il travaille chez le fameux Peter Lambert dans la banlieue de Trèves ; l'amitié entre le maître et le disciple va durer leur vie durant. Ensuite Felberg travaille chez un pépiniériste luxembourgeois et se marie avec la fille d'un bijoutier luxembourgeois, Mimi Leclerc. Le jeune ménage s'installe à Trèves en 1902 afin de reprendre l'affaire familiale à laquelle il donne le nom de Felberg-Leclerc. La pépinière se spécialise progressivement dans l'obtention et la culture de roses.  Johannes Felberg participe en tant que membre de l'association des rosiéristes allemands (Verein Deutscher Rosenzüchter) à de nombreuses expositions de 1907 à 1914, présentant des roses d'autres obtenteurs. Il gagne plusieurs prix : Mannheim (1907), Mönchengladbach (1908, 1912), Karlsruhe (1910), Britz près de Berlin (1911), Saverne (1911), Breslau (1913). Il présente sa première obtention en 1913 sous le nom de 'Hofgärtner Kalb', croisement de l'hybride de thé 'Souvenir de Madame Eugène Verdier (Pernet-Ducher 1891) x et du Bourbon 'Gruss an Teplitz' (Geschwind 1897), pour lequel il gagne la médaille d'or du premier prix de l'exposition d'horticulture de Breslau en 1913.
La guerre de 1914-1918 interrompt les activités de recherche de la maison Felberg-Leclerc et ce n'est qu'en 1920-1921 qu'elle recommence à créer des roses, son fonds ayant survécu à la guerre, mais la vente de rosiers n'atteindra plus les niveaux d'avant-guerre. La maison ferme en 1935 et les terrains font partie d'un programme immobilier. Johannes Felberg meurt le 13 février 1939 et sa veuve retourne au Luxembourg.

## Obtentions
Johannes Felberg est crédité pour l'obtention de dix-huit roses au moins, dont les plus connues sont 'Frau Felberg-Leclerc' (en l'honneur de sa femme), qui est un sport de 'Louise-Catherine Breslau', et surtout 'Gruss an Coburg', variété qui est présente dans de nombreux pays. Plus d'une dizaine de roses ont survécu et sont encore commercialisées. L'on peut admirer la variété 'Guillaume Kaempf' à l'Europa-Rosarium de Sangerhausen. Parmi les obtentions de Felberg-Leclerc, voici :

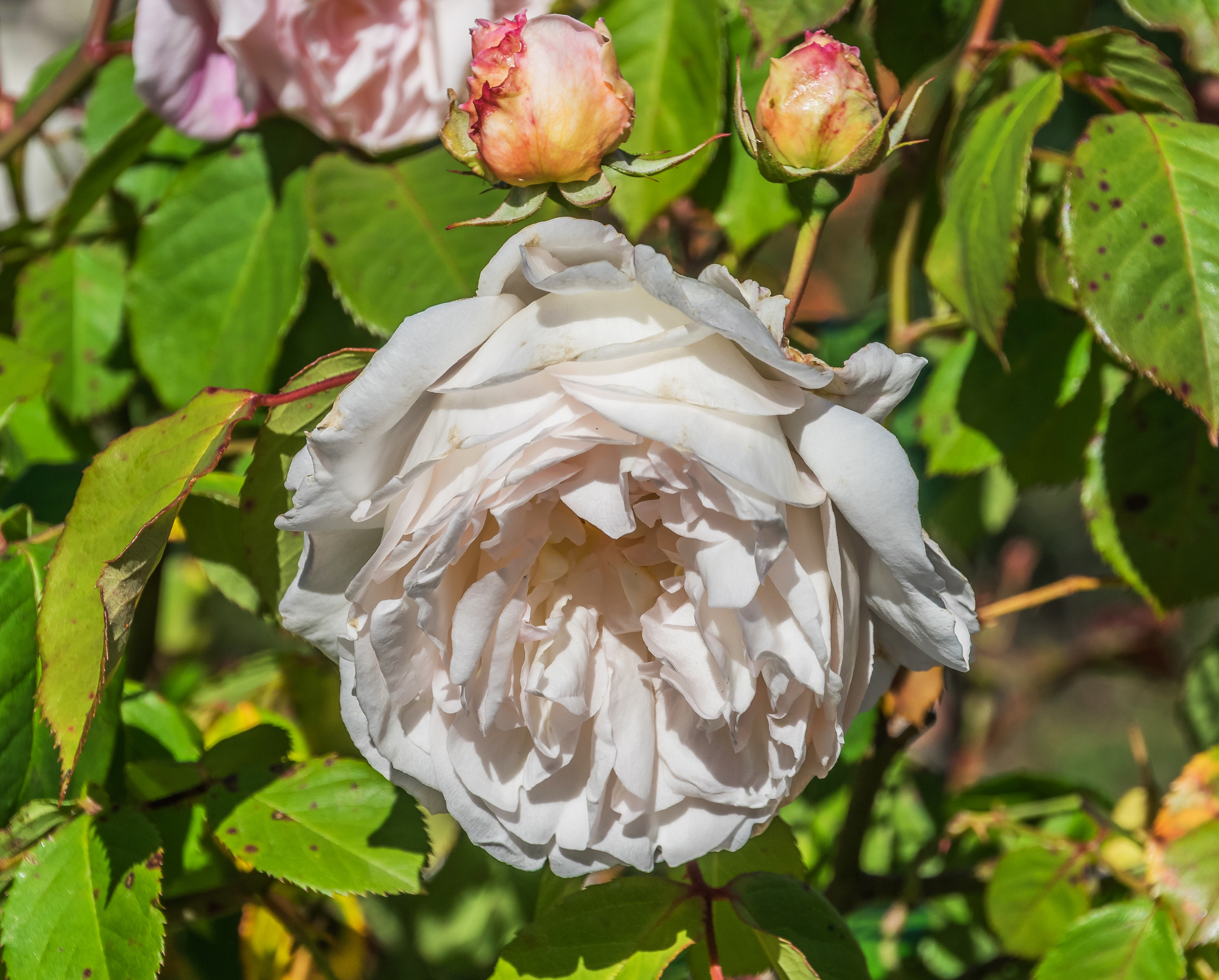
Rose 'Gruss an Coburg' en Nouvelle-Zélande.

- 'Hofgärtner Kalb' (1913 rosier Bourbon) croisement de 'Souvenir de Madame Eugène Verdier x 'Gruss an Teplitz'
- 'Felbergs Rosa Druschki' (1913/1925 hybride remontant croisement de 'Frau Karl Druschki' x 'Farbenkönigin'
- 'Frau Mathilde Bätz' (1920 hybride de thé) croisement d'un semis non nommé x 'Ophelia'
- 'Frau Felberg-Leclerc' (1921 pernetiana hybride de thé) sport de 'Louise-Catherine Breslau'
- 'Frau Dr Schricker' (1927) croisement de 'Gruss an Teplitz' x 'Souvenir de Madame Eugène Verdier'
- 'Gruss an Coburg' (1927 hybride de thé) croisement de 'Alice Kaempff' x 'Souvenir de Claudius Pernet'
- 'Cilly Michel' (1928 hybride de thé) croisement de 'Madame Mélanie Soupert' x Felbergs Rosa Druschki'
- 'M. Geier' (1929 hybride de thé) croisement de 'Augustus Hartmann' x 'Admiral Ward'
- 'Käte Felberg'[5] (1930 hybride de thé) croisement d'un semis non nommé x 'Mrs Wemyss Quin'
- 'Guillaume Kaempff ' (1931 hybride de thé) croisement de 'Hadley' x 'Admiral Ward'
- 'Lisbeth Prim'[6] (1934 hybride de thé) croisement de 'Hadley' x 'Lady Inchiquin'